# 松前漬け

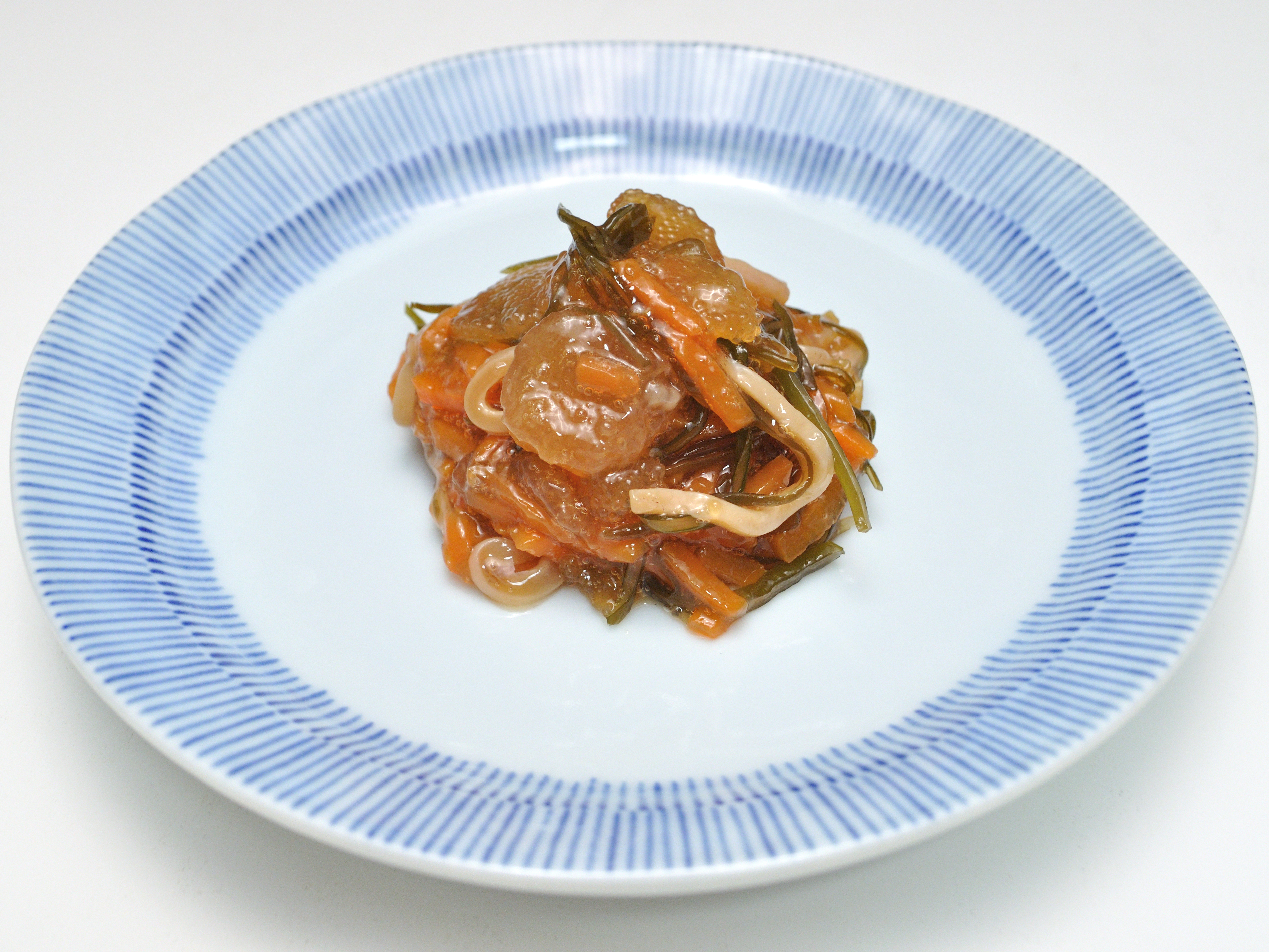
松前漬け

松前漬け（まつまえづけ）は、北海道の郷土料理。数の子、スルメ、昆布を醤油で漬けこんだ保存食である。
「松前」の名前のとおり、松前藩（現在の北海道松前郡松前町周辺）の郷土料理が発祥である。

## 歴史
成立については史料に乏しく、様々な起源伝承がある。
政府の旧・通産省所管通産企画調査会（1987年）の特産品に関する書籍によれば、松前漬は、松前藩が蝦夷地を統治した時代、移入してきた和人のあいだに定着した漬物類であり、スルメや昆布の生産地であるところに、おのずと作られるようになった保存食である。時期は北前船から醤油などが供給されるようになった、おそらく寛政年間頃（1789–1801年）だろうとされる。
あるいは、1807年に松前藩が梁川藩（陸奥国伊達郡。現在の福島県伊達市）に国替えになった際に、家臣が当地の郷土料理であるいかにんじん（細切りにしたスルメとニンジンを醤油漬けにした保存食）を知り、1821年に再度蝦夷地に国替えになった後に特産の昆布など加えたのが松前漬けの起源ともいう。
もっとも江戸時代から「松前漬け」と称されてはおらず、当時は「こぶいか」「いかの醤油漬」などの名称で通用した。「松前漬」の名称は昭和期の発案で、また、当初はスルメと昆布の漬けだったものが、調査、昭和4（1929年）頃に数の子入りのものが登場し出したという。
同じく通産企画調查会が発行した、これ以前の書籍では"蝦夷・松前藩の内外不出の珍味として歴代藩主が愛好してきた"という説明がされていた。
一方で、「元祖」を名乗る函館山形屋によれば、"元来は塩漬けの一夜漬けとして道南地方の各家庭で作られていた"ものを醤油漬けに変え、当社の社長（初代・海藤政雄）が昭和13年（1938年）に商品化したのがはじまりだとしている。これを契機に、松前漬の知名度も全国的に普及した。
1950年代も半ばになるとニシンの不漁が続き、数の子は高価な食品となった。そのためスルメに昆布の割合が増し、スルメと昆布のみを漬け込んだものも増えていった。味付けも、味覚の好みの変化もあって醤油や醤油を主体に配合した調味液によるものへと移っていった。
命名の起源については、北海道産であるマコンブの通称が松前昆布（「まつまえ」）なことから、昆布をもちいた料理には「松前」を冠して多くのネーミングがされたという（松前鮨・松前煮・松前蒸・松前巻など）。

## 作り方
甘めの醤油または、醤油・みりんの調味液に漬けこむとも説明される。
プレカット商品として松前漬けセット（細切りするめ＋細切り昆布）もいまでは販売されているので、手軽に作れるようになっているが、原材料からならば、以下のような家庭用レシピが公開されている：
- 数の子は前の晩から稀塩水につけておく
- スルメと昆布は乾燥した状態のままで表面を濡れ布巾（酒をふくませたキッチンペーパー）で拭いて埃を拭い取り、調理ばさみで細切り。数の子は小さくちぎる。ニンジンは千切り。
- スルメは少しふやかし、刻んで下ごしらえした材料を、酒・醤油・みりん・を煮立ててから冷ました調味汁に漬け、混ぜ合わせる。
- 冷蔵庫に保存、日に何度か混ぜ合わせ、三日ほどで食べられる。

ニンジンを合える調合は全般的でないが、上述以外にも、一部の辞書・辞典ではニンジンやダイコンが材料に上がっている。また鯛（の刺身）も一緒に漬けるという辞典もある。
スルメと昆布の旨味が程よく引き出され、昆布のぬめりがアクセントで健康にもいいとされる。本来はマコンブ使用だが、上述レシピでは近年トレンドなガゴメコンブを混用しぬめり増しを推奨する。スルメと数の子の歯ごたえが心地よい食感を織りなす珍味である。酒の肴にも飯の供としても良く合う。
いかにんじんと同じように早漬けするために、乾物をボイルして作るレシピも存在するが昆布の粘りやスルメの旨味が抜けるため本来の味は出ない。また市販品にも同様の作り方をする似て非なるものも存在する。